# Radosław Muszkieta
Radosław Muszkieta (ur. 1964 we Wschowie) – polski pedagog, dr hab. nauk humanistycznych i nauk o kulturze fizycznej, profesor uczelni i kierownik Katedry Kultury Fizycznej Wydziału Nauk o Ziemi i Gospodarki Przestrzennej Uniwersytetu Mikołaja Kopernika w Toruniu.

## Życiorys
W 1987 ukończył studia wychowania fizycznego w Akademii Wychowania Fizycznego im. Eugeniusza Piaseckiego w Poznaniu, 15 grudnia 1998 obronił pracę doktorską Sprawność fizyczna i inne mierniki oceny stanu biologicznego oraz zachowania zdrowotne u dzieci wiejskich województwa leszczyńskiego, 28 września 2007 habilitował się na podstawie pracy zatytułowanej Підготовка вчителів фізичного виховання у польщі до оцінювання навчальних досягнень учнів, a 17 kwietnia 2008 za pracę Physical education teacher – evaluation of students’ performance. Pracował w Instytucie Wychowania Fizycznego Państwowej Wyższej Szkole Zawodowej im. Jana Amosa Komeńskiego w Lesznie, oraz w Instytucie Wychowania Fizycznego i Sportu na Wydziale Wychowania Fizycznego Akademii Wychowania Fizycznego im. Eugeniusza Piaseckiego w Poznaniu.
Został zatrudniony na stanowisku profesora nadzwyczajnego na Wydziale Pedagogiki i Nauk o Zdrowiu Wyższej Szkole Humanistycznej i Ekonomicznej we Włocławku, w Instytucie Turystyki, Hotelarstwa i Gastronomii na Wydziale Turystyki i Geografii Wyższej Szkole Gospodarki w Bydgoszczy, Wielkopolskiej Wyższej Szkole Turystyki i Zarządzania w Poznaniu, w Zakładzie Turystyki i Rekreacji na Wydziale Nauk o Zdrowiu i Kulturze Fizycznej Państwowej Wyższej Szkole Zawodowej im. Witelona w Legnicy, w Instytucie Kultury Fizycznej na Wydziale Kultury Fizycznej, Zdrowia i Turystyki Uniwersytetu Kazimierza Wielkiego, na Wydziale Zamiejscowym w Poznaniu Szkole Wyższej Psychologii Społecznej w Warszawie, Uczelni Warszawskiej im. Marii Skłodowskiej-Curie, w Katedrze Gospodarki Przestrzennej i Turyzmu na Wydziale Nauk o Ziemi Uniwersytetu Mikołaja Kopernika w Toruniu, Wyższej Szkole - Edukacji w Sporcie w Warszawie i Wyższej Szkole Pedagogiki i Administracji im. Mieszka I w Poznaniu.
Jest profesorem uczelni i kierownikiem Katedry Kultury Fizycznej na Wydziale Nauk o Ziemi i Gospodarki Przestrzennej Uniwersytetu Mikołaja Kopernika w Toruniu, oraz członkiem Polskiego Towarzystwa Naukowe Kultury Fizycznej i Międzynarodowego Stowarzyszenia Motoryki Sportowej IASK.
Był dyrektorem w Instytucie Kultury Fizycznej na Wydziale Kultury Fizycznej, Zdrowia i Turystyki Uniwersytetu Kazimierza Wielkiego i w Instytucie Turystyki, Hotelarstwa i Gastronomii na Wydziale Turystyki i Geografii Wyższej Szkole Gospodarki w Bydgoszczy oraz profesorem uczelni Wyższej Szkole Bezpieczeństwa w Poznaniu.